# Nipponaphis karatanei
Nipponaphis karatanei är en insektsart. Nipponaphis karatanei ingår i släktet Nipponaphis och familjen långrörsbladlöss. Inga underarter finns listade i Catalogue of Life.